# Museo Edo-Tokyo
Il Museo Edo-Tokyo (江戸東京博物館?, Edo Tōkyō Hakubutsukan) è un museo della storia di Tokyo durante il periodo Edo.  È stato fondato nel 1993. Le caratteristiche principali delle mostre permanenti sono la riproduzione a grandezza naturale del Nihonbashi, che era il ponte che portava a Edo; il teatro Nakamuraza; e modelli in scala di città ed edifici dai periodi Edo, Meiji e Shōwa.
Il museo è adiacente al Ryōgoku Kokugikan. È stato progettato da Kiyonori Kikutake. La caratteristica forma elevata dell'edificio del museo è modellata su un vecchio magazzino in stile kurazukuri.

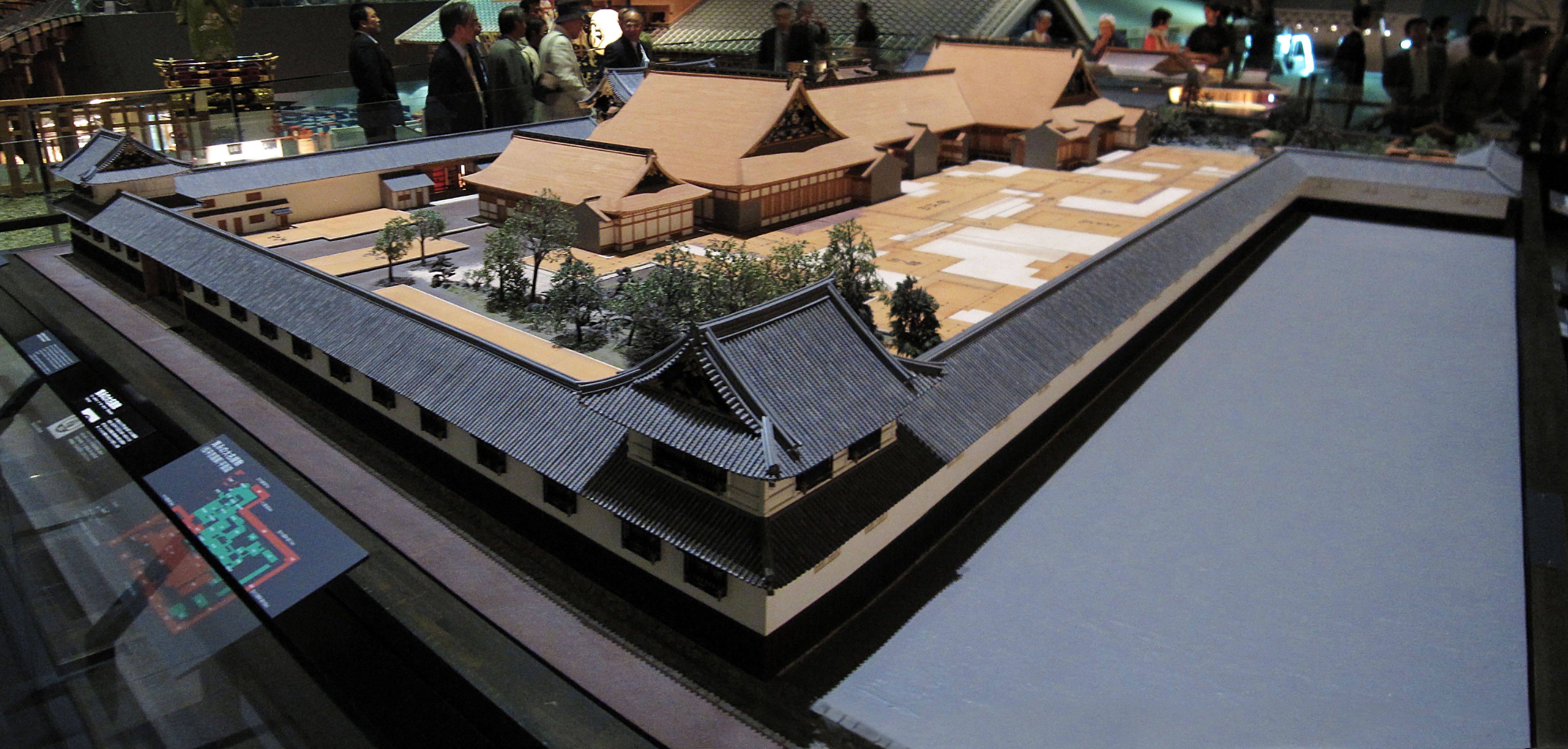
Modello architettonico in scala 1/30 del Kamiyashiki di Matsudaira Tadamasa

 il Museo architettonico all'aperto di Edo-Tokyo è una filiale del Museo Edo-Tokyo.